# Landschaftsschutzgebiet Siek zwischen Wiemke und Fütig

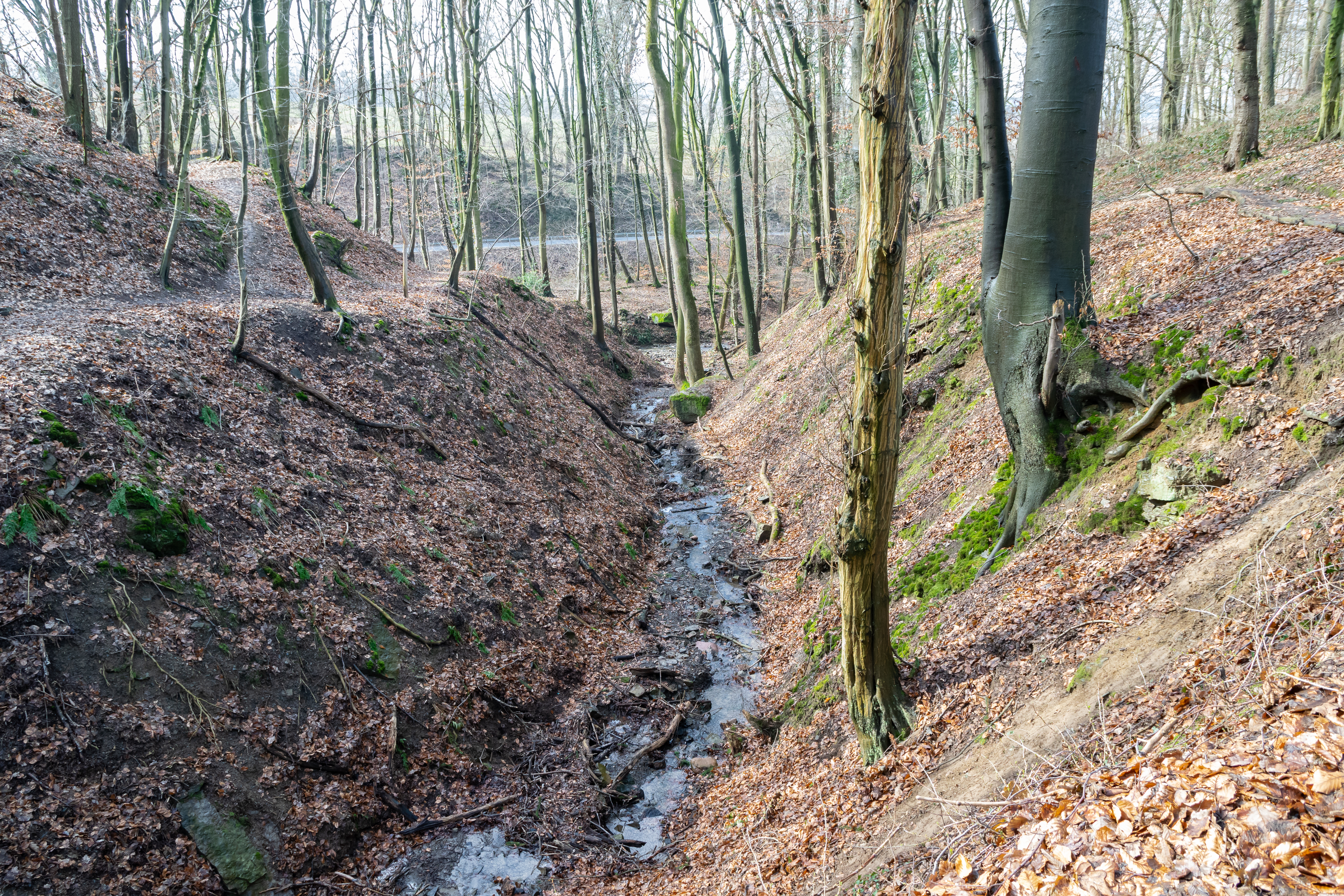
Landschaftsschutzgebiet Siek zwischen Wiemke und Fütig

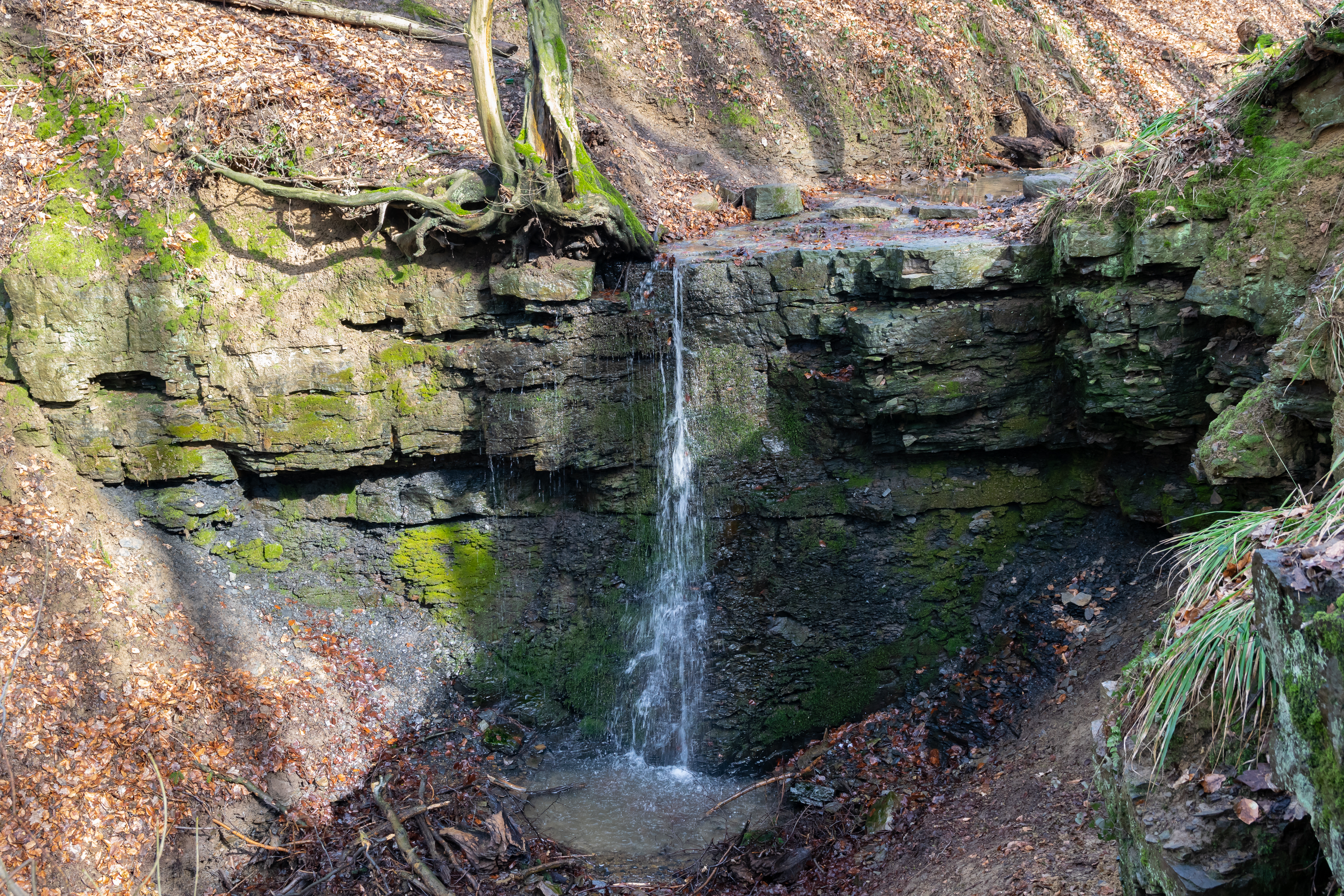
Wasserfall

Das Landschaftsschutzgebiet Siek zwischen Wiemke und Fütig mit etwa 19 ha mit Flächengröße liegt im Gemeindegebiet von Extertal. Es wurde 2007 mit dem Landschaftsplan Nr. 5 Extertal durch den Kreistag des Kreises Lippe erstmals als Landschaftsschutzgebiet (LSG) ausgewiesen.

## Beschreibung
Das LSG umfasst ein tief eingeschnittenes Siek-Bachtal östlich Almena. Der Quellbereich liegt im Siedlungsbereich von Wiemke und wurde zu Teichen aufgestaut. Der anschließende Oberlauf ist bis zum Eintritt in den Wald begradigt und von feuchten Ackerbrachen und kleineren Grünlandresten begleitet. Im Siedlungsbereich von Siek reichen die Siedlungsflächen bis an das Bachufer heran. Die wertvollste Bereiche mit naturnahen Bachabschnitte liegen im mittleren und unteren Bachtal. Das Tal ist hier sehr steil in den felsigen Untergrund eingeschnitten. Der Bach mäandriert und läuft teils in Sohlabbrüchen und kleinen Wasserfällen dem Extertal zu. Der Bachlauf wird von einem Ufergehölz begleitet. An den Hängen stehen in Buchenwald oder Stieleichen-Hainbuchen-Wald mit Schluchtwaldelementen. Aus Richtung des Guts Auf dem Fahren fließt ein Seitenbach über mehrere kleine Wasserfälle zum Hauptbach. Als weitere wertvolle Strukturen sind alte Obstwiesen bzw. Gärten und ein altes Eichen-Feldgehölz um das Gut Auf dem Fahren. An der gesamten Bachlänge, am Hang und am Nebenbach liegen neben Sandsteinen mehrere große sowie zahlreiche kleinere Findlinge. Die Findlinge sind meist aus Granit und haben teils einen Durchmesser von mehr als zwei Meter. Die Findlinge entstammen der Grundmoräne der Saaleeiszeit. Am Nebenbach liegt ein kleiner aufgelassener Steinbruch am Bach.
Der Wanderweg Der Patensteig vom Naturpark Teutoburger Wald/Eggegebirge führt durch das LSG, wobei auch der Parkplatz des Wanderweges im LSG liegt. Der Wanderweg führt auch durch das Naturdenkmal Geotopkomplex am Hilkerberg und das Landschaftsschutzgebiet Rickbachtal, wo ebenfalls kleine Wasserfälle liegen. Weitere Teile des Wanderwegs liegen im Landschaftsschutzgebiet Östliches Lipper Bergland.

## Schutzzwecke für das LSG
Laut Landschaftsplan erfolgte die Ausweisung des LSG:
- „zur Erhaltung und Wiederherstellung der Leistungsfähigkeit des Naturhaushaltes in ökologisch besonders wertvoll strukturierten Bereichen mit Wasser-, Klima- und Biotopschutzfunktionen,“
- „zur Erhaltung und Wiederherstellung von Quellbereichen und naturnahen Fließgewässern, Grünland, Kalkhalbtrockenrasen und naturnahen Waldbereichen unter schiedlicher Feuchtestufen, Feldgehölzen, Hecken und Obstwiesen,“
- „zur Erhaltung morphologisch ausgeprägter Bereiche zur Sicherung der landschaftlichen Eigenart und Vielfalt für die Erholung,“
- „zur Erhaltung wertvoller Biotopkomplexe aus Wald-Grünlandbereichen, Fließgewässern und Quellen sowie Biotopen nach § 62 LG mit wichtigen Refugial-, Puffer-, Trittstein- und Vernetzungsfunktionen,“
- „zur Erhaltung und Wiederherstellung wichtiger Rückzugsräume für die bedrohte Tier- und Pflanzenwelt,“
- „zur Sicherung von kulturhistorisch bedeutsamen Landschaften, z. B. Terrassenkulturlandschaften,“
- „zur Sicherung der das Orts- und Landschaftsbild gliedernden und belebenden und die dörflichen Siedlungsstrukturen prägenden Freiraumelemente.“[1]